# Orlando Gibbons
Orlando Gibbons (ur. 1583 w Cambridge, zm. 5 czerwca 1625 w Canterbury) – angielski kompozytor, wirginalista i organista epoki renesansu. Należał do grupy kompozytorów zwanej wirginalistami angielskimi, która przyczyniła się do rozpowszechnienia muzyki instrumentalnej w epoce baroku.

## Życiorys
Istnieją przypuszczenia, że ochrzczony został 25 grudnia 1583 w Cambridge. Był synem Williama, który od 3 listopada 1567 pełnił w tym mieście funkcję waitsa (miejskiego muzyka, którego zadaniem było m.in. budzenie mieszkańców za pomocą gry na instrumentach) oraz bratem Edwarda (organisty i chórmistrza w King’s College London) i Ellisa Gibbonsów (kompozytora). W lutym 1596 Orlando został przyjęty do chóru King’s College. 21 marca 1604 mianowany został organistą w Chapel Royal. Po siedmiu latach nauki uzyskał, w 1606, tytuł bakałarza muzyki na Uniwersytecie w Cambridge.
Zmarł 5 czerwca 1625 w Canterbury podczas uroczystości zaślubin Henrietty Marii Burbon z Karolem I Stuartem, na które zlecono mu napisanie muzyki. Został pochowany w tamtejszej katedrze, gdzie z polecenia wdowy po kompozytorze, Elizabeth Gibbons (zm. 30 czerwca 1626), wzniesiono popiersie kompozytora zawierające łacińską inskrypcję sugerującą, iż Gibbons zmarł z powodu epidemii, wg tradycji epidemii ospy (łac. (...) accito ictuque heu Sanguinis Crudo). Prawdziwą przyczyną śmierci muzyka był prawdopodobnie udar mózgu. Orlando Gibbons miał siedmioro dzieci urodzonych w latach 1607–1623, z których działalność muzyczną podjął jedynie Christopher Gibbons.

## Twórczość
W 1611 wydany został zbiór utworów wirginałowych pt. Parthenia, w którym obok kompozycji Gibbonsa takich jak kończące zbiór Preludium, znalazły się również utwory m.in. Johna Bulla i Williama Byrda. Rok później nakładem Thomasa Snodhama ukazał się w Londynie zbiór pt. The First Set of Madrigals and Mottets of 5 Parts: apt for Viols and Voyces (wbrew pozorom zbiór nie zawierał motetów). Zawierał on jego najsłynniejszy utwór – Silver Swan. Gibbons dedykował swoją pracę Christopherowi Hattonowi, który był prawdopodobnie twórcą tekstów do wybranych madrygałów.
Gibbons był również autorem kompozycji na instrumenty smyczkowe, przy czym był on pierwszym twórcą, który dedykował swoje utwory na konkretne instrumenty (choć jeszcze w zbiorze z 1612 viole realizowały partie wokalne).